# Tom Duquesnoy
Tom Phillipe Duquesnoy (ur. 21 czerwca 1993 w Lens) – francuski zawodnik mieszanych sztuk walki (MMA) walczący w kategorii koguciej. W swojej karierze walczył dla takich organizacji jak: BAMMA oraz UFC.
Znany jest ze swoich szybkich uderzeń i dynamicznego stylu. W 2015 roku został uznany za kandydata nr 1 w wadze piórkowej na świecie i „jednego z największych talentów w całym MMA”.
W maju 2019 roku zakończył sportową karierę.

## Życiorys i początki w sztukach walki
Duquesnoy urodził się w Lens we Francji i tam dorastał, aż w wieku 18 lat przeniósł się do Paryża. Jego dziadkowie przeprowadzili się do Lens z Polski po drugiej wojnie światowej, mając nadzieję na znalezienie pracy w miejskich kopalniach węgla. Ojciec Duquesnoya zachęcał go do nauki sztuk walki w celu samoobrony, tak więc w wieku 12 lat rozpoczął treningi sambo. Po pewnym czasie zainteresował się innymi formami sztuk walki, w tym boksem, zapasami i boksem tajskim. Kiedy skończył 18 lat, jego ojciec zaproponował, że zapłaci mu za rok życia i treningu w Paryżu, pod warunkiem, że udowodni mu, że może zrobić karierę w mieszanych sztukach walki. Duquesnoy miał udaną karierę amatorską, z rekordem 7-1 i zadebiutował zawodowo w lutym 2012 roku. Pomimo jedynej porażki w lutym 2013 roku, nadal walczył i wygrywał w różnych innych organizacjach.

## Lista zawodowych walk w MMA
| Wynik     | Bilans   | Przeciwnik (bilans przed walką) | Rozstrzygnięcie                                        | Runda | Czas | Rozgrywki                              | Data       | Miejsce       | Uwagi                                                                                     |
| --------- | -------- | ------------------------------- | ------------------------------------------------------ | ----- | ---- | -------------------------------------- | ---------- | ------------- | ----------------------------------------------------------------------------------------- |
| Wygrana   | 16-2 (1) | Terrion Ware (17-7)             | Decyzja (jednogłośna)                                  | 3     | 5:00 | UFC Fight Night: Werdum vs. Volkov     | 17.03.2018 | Londyn        |                                                                                           |
| Przegrana | 15-2 (1) | Cody Stamann (15-1)             | Decyzja (niejednogłośna)                               | 3     | 5:00 | UFC 216                                | 07.10.2017 | Las Vegas     |                                                                                           |
| Wygrana   | 15-1 (1) | Patrick Williams (7-5)          | TKO (łokcie i cios pięscią)                            | 2     | 0:28 | UFC on Fox: Johnson vs. Reis           | 15.04.2017 | Kansas City   | Debiut w UFC                                                                              |
| Wygrana   | 14-1 (1) | Alan Philpott (16-8)            | Poddanie (duszenie zza pleców)                         | 2     | 3:35 | BAMMA 27                               | 16.12.2016 | Dublin        | Obronił pas mistrzowski BAMMA w wadze koguciej                                            |
| Wygrana   | 13-1 (1) | Shay Walsh (14-3)               | KO (łokcie)                                            | 1     | 1:15 | BAMMA 25                               | 14.05.2016 | Birmingham    | Zdobył pas mistrzowski BAMMA w wadze koguciej                                             |
| Wygrana   | 12-1 (1) | Damien Rooney (10-4-1)          | KO (cios pięścią)                                      | 1     | 1:12 | BAMMA 24                               | 27.02.2016 | Dublin        | Debiut w kategorii koguciej. Eliminator do walki o pas mistrzowski BAMMA w wadze koguciej |
| Wygrana   | 11-1 (1) | Brendan Loughnane (11-1)        | Decyzja (niejednogłośna)                               | 3     | 5:00 | BAMMA 22                               | 19.09.2015 | Dublin        | Obronił pas mistrzowski BAMMA w wadze piórkowej                                           |
| Wygrana   | 10-1 (1) | Krzysztof Klaczek (8-2)         | TKO (kopnięcie na korpus i ciosy pięściami w parterze) | 3     | 1:37 | BAMMA 18                               | 21.02.2015 | Wolverhampton | Obronił pas mistrzowski BAMMA w wadze piórkowej                                           |
| Nieodbyta | 9-1 (1)  | Ashleigh Grimshaw (16-8-1)      | No contest (przypadkowe kopnięcie w krocze)            | 1     | 0:11 | BAMMA 16                               | 13.09.2014 | Manchester    | Obrona pasa mistrzowskiego BAMMA w wadze piórkowej                                        |
| Wygrana   | 9-1      | Teddy Violet (8-0)              | Poddanie (duszenie trójkątne rękoma)                   | 2     | 1:29 | BAMMA 15                               | 05.04.2014 | Londyn        | Zdobył wakujący pas mistrzowski BAMMA w wadze piórkowej                                   |
| Wygrana   | 8-1      | James Zackary (12-7)            | TKO (ciosy pięściami i łokciami)                       | 2     | 4:04 | BAMMA 14                               | 14.12.2013 | Birmingham    | Debiut w BAMMA                                                                            |
| Wygrana   | 7-1      | Scott Hunt (5-0)                | TKO (ciosy pięściami)                                  | 1     | 0:34 | Killacam Promotions 6: Mercenaries     | 25.08.2013 | Margate       | Zdobył pas mistrzowski Killacam Promotions w wadze piórkowej                              |
| Wygrana   | 6-1      | Azdren Thaqi (5-0-1)            | Poddanie (duszenie gilotynowe)                         | 2     | 0:19 | Belgium Beatdown 4                     | 13.04.2013 | Bruksela      | Wygrał Belgium Beatdown Grand Prix w wadze piórkowej                                      |
| Wygrana   | 5-1      | Evgeny Odnorog (10-1)           | Decyzja (jednogłośna)                                  | 3     | 5:00 | Belgium Beatdown 4                     | 13.04.2013 | Bruksela      | Półfinał Belgium Beatdown Grand Prix w wadze piórkowej                                    |
| Przegrana | 4-1      | Makwan Amirkhani (7-1)          | Poddanie (duszenie D'Arce)                             | 1     | 1:50 | Cage 21 – Turku 2                      | 02.02.2013 | Turku         |                                                                                           |
| Wygrana   | 4-0      | Andrew Elliott (2-3)            | Poddanie (duszenie gilotynowe)                         | 1     | 0:35 | Killacam Promotions 5: Apocalypse      | 08.12.2012 | Margate       |                                                                                           |
| Wygrana   | 3-0      | Mickael Ignaczak (4-3-1)        | TKO (ciosy pięściami)                                  | 2     | 2:00 | Hard Fighting Championship 5           | 23.06.2012 | Bruchsal      |                                                                                           |
| Wygrana   | 2-0      | Manuel Collet (1-0)             | Decyzja (jednogłośna)                                  | 2     | 5:00 | Shooto Belgium: International MMA Open | 06.05.2012 | Charleroi     |                                                                                           |
| Wygrana   | 1-0      | Aboubacar Askabov (0-0)         | TKO (ciosy pięściami)                                  | 1     | 4:15 | HFC: Contender                         | 11.02.2012 | Bruchsal      | Debiut w zawodowym MMA                                                                    |